# Search engine marketing
 (mai 2008).
Si vous disposez d'ouvrages ou d'articles de référence ou si vous connaissez des sites web de qualité traitant du thème abordé ici, merci de compléter l'article en donnant les références utiles à sa vérifiabilité et en les liant à la section « Notes et références ».

Le search engine marketing (SEM) appartient au marketing exercé sur les moteurs de recherche. Il a pour but d'augmenter la visibilité d'un site sur les moteurs de recherche, soit par une optimisation du site pour des mots clés donnés, soit par une politique appropriée d'achat de liens commerciaux sur les pages de résultats des moteurs de recherche.

## Référencement naturel
Le référencement naturel comprend les moyens suivants :
- Search engine optimization (SEO) : pour les moteurs de recherche
- Social media optimization (SMO) : pour que les réseaux sociaux améliorent un référencement naturel sur les moteurs de recherche
- Video search engine optimization (VSEO) : pour que les vidéos améliorent un référencement naturel sur les moteurs de recherche

## Référencement payant
Cette discipline se base principalement sur le principe de la pertinence de l'association mots-clés/annonces (CTR - taux-de-clic - click-through-rate), c'est-à-dire le rapport entre les apparitions (impressions) et le nombre de clics effectifs. Un CTR élevé permet à terme d'obtenir une position plus haute pour un CPC (cout par click) moindre par rapport aux concurrents.
Au lancement d'une campagne de liens sponsorisés, il est nécessaire de définir une liste de mots-clés la plus pertinente possible, 3 types de match définissent l'appel des mots-clés, requête large (broad match), expression exacte (phrase match) et mot clé exact (exact match).
Des enchères maximum (CPC max) sont ensuite décidées pour chaque mot-clé ou par groupes de mots clés (adgroups), en dépendra notamment la position d'apparition de l'annonce, ex. 1,2,3 en partant du haut vers le bas, la position haute étant un meilleur emplacement publicitaire, le CTR est meilleur. Il y a 11 annonces par page (Google).
L'évolution progressive des plates-formes de référencement payant (essentiellement Google Ads et Bing Ads) conduit les stratégies de pilotage de campagnes à être de plus en plus automatisées. Dans ce contexte il ne s'agit plus de choisir un CPC maximum pour un clic sur un mot clé, mais un niveau de rentabilité à atteindre sur une campagne. L'algorithme de la plate-forme fixera alors pour chaque internaute le niveau de CPC nécessaire pour obtenir la rentabilité attendue en fonction du contexte.
La création d'annonces précises, dont le rôle est de représenter les mots-clés et aussi de garantir un dernier filtrage, permettra d'obtenir un trafic qualitatif, la décision de cliquer se faisant en 0,3 seconde [réf. souhaitée], cette étape est primordiale.
La mise en place et la gestion de campagnes de liens sponsorisés est relativement complexe, mais le retour sur investissement (ROI) particulièrement élevé par rapport à d'autres supports (ex. bannières) [réf. souhaitée], explique l'engouement des annonceurs dans le monde pour le search engine marketing. Les premiers marchés étant 1.US, 2.UK, 3.France. [réf. souhaitée]
Le référencement payant comprend notamment les moyens suivants :
- search engine advertising (SEA) : l'achat de liens sponsorisés sur les moteurs de recherches et annuaires
- search media advertising (SMA) : référencement payant sur les réseaux sociaux
- video search engine advertising (VSEA) : référencement payant de vidéo